# أربيان مشطي
أربيان مشطي (الاسم العلمي: Anthemis corymbulosa) هو نوع نباتي يتبع جنس الأربيان من الفصيلة النجمية.

## الموئل والانتشار
في بلاد الشام.